# Oròntida
Els Oròntides, Ervanduni o Yervanduni (en armeni Երվանդունի) van ser els membres d'una dinastia armènia originada el 585 aC a la extinció del regne d'Urartu, continuada sota l'Imperi Mede, reforçada per vinculacions amb els aquemènides, que comença a ser coneguda amb el sàtrapa d'Armènia Orontes I. També van regnar oròntides a la satrapia de Commagena i a l'Armènia Sofene i altres branques en diversos principats d'Armènia.
El seu nom deriva de la paraula iraniana arvand que segurament van aplicar els medes als seus governants, i que vol dir "poderós". Van governar Armènia entre el 585 aC i el 190 aC.

## Origen
Cap a l'any 585 aC el regne d'Urartu havia quedat destruït pels invasors traco-frigis que es van barrejar amb la població local (una barreja d'hurrites, protoarmenis, hitites, siríacs i segurament altres pobles) formant la nació armènia. Molts urartians es van refugiar a les muntanyes del Karabagh on van desenvolupar una resistència de guerrilla i van ser coneguts com a alarodians (fins que uns segles després van quedar absorbits per la població armènia. En una data propera al 560 aC els medes van fer una expedició al país on segurament els invasors ja tenien un rei (que Xenofont esmenta com Tigranes, mentre el rei mede diu que era Ciaxares 653-584 però que en realitat va ser el seu fill Astiages 584-555) que es va haver de sotmetre als medes.

## Història

Armènia sota els Oròntides, vers 250 aC.

### Incorporació a l’Imperi Aquemènida
L'Imperi Aquemènida fou el primer i més extens imperi dels perses, i inicià la seva expansió amb el rei Cir II el Gran. El 555 aC va combatre els armenis, els va imposar tribut i va fer un arbitratge entre el poble armeni i el poble urartià, que també hagué de pagar tribut però que va poder conserver les terres que ocupava, sota protecció de Pèrsia, i permetent als armenis de pasturar a les seves muntanyes. Els perses van construir fortaleses al país. La enorme estructura administrativa de l'imperi mede era altament descentralitzada i permetia als sàtrapes o governants locals un domini ampli del seu territori. La dinastia local armènia doncs segurament va poder sobreviure sota domini mede a la regió del llac Van participant en els afers econòmics, culturals i militars de l'imperi. Aquesta dinastia era molt probablement els Oròntides, encara que no sabem el nom de cap rei.
Els oròntides tenien capacitat de mobilitzar importants recursos militars en les lluites dels medes a Mesopotàmia. El conflicte arribaria pocs anys més tard quan, mentre els armenis buscaven cada cop més independència, els medes necessitaven recursos econòmics i volien augmentar el control del país. La caiguda de l'imperi Mede després del 550 aC va facilitar les coses a la dinastia oròntida que es va erigir en un estat desvinculat dels seus veïns, basat en les institucions del regne d'Urartu i fortament influenciat encara per la religió, la cultura i les costums urartianes. La dinastia hauria estat una de les que va ajudar a Cir II (rei 546–529 aC) a enderrocar als medes. El rei armeni s'hauria declarat sotmès als perses amb els que haurien mantingut bones relacions; els perses els van donar suport per mantenir la seva prominent posició en la societat i el govern a canvi d'un increment de taxes i de tropes armènies per les campanyes militars però garantint la llibertat d'establir el seu propi poder polític i mantenir les lleis locals. Els armenis segurament esperaven més i quan el 521 aC Darios I va assassinar al mag Gaumata, successor de Cir, es van revoltar. Darios va enviar al general armeni Dadarshish, que li era lleial, a restablir l'ordre; el militar va aconseguir algunes victòries però no la submissió i Darios va decidir enviar al general Vaumisa que havia derrotat en diverses batalles a tots els opositors. Vaumisa va aconseguir sotmetre als armenis i llavors el Gran Rei va designar als membres de les famílies principals del país que li havien estat fidels, per governar les províncies interiors com a sàtrapes, mentre Van i Erebuni serien centres administratius (cap a l'any 518 aC).
Els armenis van servir a l'exèrcit imperial; contingents armenis s'esmenten a la guerra contra Grècia el 480 aC, o en la campanya de Cilícia del 368 aC (10.000 homes). Soldats armenis eren presents a la batalla d'Issos del 333 aC i a la de Gaumela o Arbela el 331 aC contra Alexandre el Gran. Això no obstant se sap d'algunes revoltes motivades bàsicament per les altes taxes exigides. La influència persa no obstant es va deixar sentir al llarg dels anys en la ceràmica, la metal·lúrgia, l'arquitectura, l'orfebreria i altres manifestacions artístiques. També en la religió i en el llenguatge. La poligàmia persa també es practicava a Armènia però segurament era anterior. La dona gaudia de molt pocs drets tant a Pèrsia com a Armènia.
Xenofont (que va viure entre el 431 aC i el 355 aC) esmenta que el 401 aC va passar per Armènia, on regnava un Ervand (Orontes) que era gendre del rei de Pèrsia (o sigui que estava casat amb una filla seva, i tenia el títol de sàtrapa de l'Armènia Oriental. Artaxerxes II (436 aC – 358 aC, rei del 404 aC al 358 aC) tenia una filla, la princesa Rodogune, que es va casar amb un sàtrapa d'Armènia, i es probable que fos aquesta, ja que el 401 aC el rei tenia 35 anys i la seva filla tindria uns 15 anys, edat adient per casar-se. Artaxerxes III va ser sàtrapa d'Armènia durant el regnat de Darios III (366 aC-330 aC) però sembla que hi havia almenys tres altres sàtrapes a Armènia o potser ho va ser per guardar el lloc d'un nebot menor d'edat (fill de la seva germana Rodogune). En tot cas els oròntides es van valer dels seus contactes familiars amb els aquemènides per reforçar la seva legitimitat i poder.
Els sàtrapes oròntides van governar la regió del llac Van amb seu a la ciutat de Van, aleshores anomenada per ells Ervandavan. Es van expandir al sud cap al llac Urmia i al nord fins al llac Sevan (incloent Erebuni, avui Yerevan), cap a l'oest fins a la riba de l'Alt i Baix Eufrates.

### Integració progressiva a l'Imperi Selèucida
L'Imperi Selèucida fou un dels tres regnes en que es desintegrà l’imperi creat per Alexandre el Gran arran de la seva mort. Fou fundat per Seleuc I Nicàtor, un dels generals d'Alexandre el Gran.
A la caiguda de l'Imperi Aquemènida devant els exercits d'Alexandre el Gran, els oròntides van crear un estat independent a l'Armènia Major i Menor. Cap d'aquestes regions apareix a les reparticions fetes a la mort d'Alexandre el Gran entre els seus generals el que indicaria que Alexandre no va arribar a conquerir efectivament Armènia i es creu que es va limitar a nomenar alguns dèbils governadors a l'Armènia Menor a efectes de cobrar taxes però segurament a la mort d'Alexandre l'any 323 aC, o fins i tot abans, van ser expulsats pels sàtrapes provincials amb el suport dels oròntides.
La satrapia d'Armènia estava formada aleshores per la satrapia pròpia (Armenia Major o Armènia Oriental) i dues subsatrapies: Armènia Occidental o Menor i Còlquida. La Dsopk (Sofene) segurament formava part de l'Armènia Menor encara que amb un príncep local com la resta de districtes. La Còlquida va deixar d'enviar tribut. El sàtrapa Mitrenes va fer una aliança amb el general Peucestes. Els oròntides van intentar controlar l'Armènia Menor i temporalment van dominar la Sofene, però la part més al nord fins a la costa de la Mar Negre, va passar a mans de selèucides, pòntics o capadocis segons el moment. Finalment les dues Armènies van acabar el 305 aC dins de la zona d'influència de Seleuc I. Les institucions i la cultura gregues van penetrar progressivament, i ja eren una realitat sota el rei Orontes IV al final del segle iii aC (cap al 200 aC).
L'estructura de l'estat consistia en la cort de palau, el comandament militar, el personal, cortesans, consellers, policia, comptables, representants de províncies o territoris sotmesos, comerciants, caçadors, músics i cuiners. L'alta societat eren la família reial amb la seva economia de palau, la noblesa i l'economia del temple (per exemple a la ciutat de Bagaran). La classe alta va començar a parlar grec tal com mostren les inscripcions d'Armavir. L'economia estava basada en l'agricultura, ferreria, ramaderia i artesania. Orontes IV va patrocinar l'establiment d'una escola grega a Armavir. Se sap que va reconstruir algunes ciutats com Argishtikhinili (ara Nor Armavir), Erebuni (Erevan) i Tushpa (Van, segurament Ervandavan), i va construir noves ciutats com Ervandashat, Ervandakert o Vardgesaban, el que mostra que fins aleshores l'economia era ferma. Ervandashat, a la vora dels rius Akhurian i Araxes, va ser poblada per unes cinquanta mil famílies i va substituir a Armavir com a capital. Vardgesavan va ser la ciutat que va esdevenir més tard Vagharshabat. Armavir va restar com a centre religiós i un centre comercial amb l'exterior juntament amb Ervandashat.
Però les divisions internes de la noblesa (que es va dividir entre favorables i contraris al rei) va debilitar la reialesa. El rei Orontes IV va refusar traslladar alguns dels principals temples religiosos a la nova capital per por que el pelegrinatge de molta gent des de punts llunyans cap a la capital pogués derivar en revoltes. Els selèucides, governats per Antíoc III el Gran (rei 223 aC-187 aC) van veure una bona ocasió de augmentar la seva influència al país davant la debilitat de l'estructura interna que es posava de manifest i la inestabilitat que havia comportat. El rei selèucida va donar suport a dos prínceps que encapçalaven l'oposició al rei: Artaxes o Artàxies (que governava a la zona del llac Sevan) i Zariadris (segurament príncep de la Sofene) que van iniciar una revolta amb suport d'altres prínceps.
Les tropes d'Artàxies van avançar des del nord del Sevan fins al Llac Van i van trobar a les forces dels reis oròntides i els prínceps que li donaven suport prop d'Ervandavan a la vora del riu Akhurian, relativament prop de la capital. Orontes va patir una derrota amb fortes pèrdues i va fugir a Ervandashat perseguit pel general Simbaci, fidel d'Artàxies (probablement abans un dels generals del rei). Les forces de Simbaci van saquejar la capital i un soldat va matar a Orontes. Llavors Artàxies va avançar cap a Bagaran, darrer reducte important dels fidels d'Orontes, i allí va derrotar, capturar i matar a Ervaz, germà d'Orontes. Artàxies va concedir Bagaran a Simbaci en recompensa per la seva lleialtat. Així el regne i la dinastia oròntida van arribar al final. Artàxies va ser reconegut pels selèucides (Antíoc III) com a sàtrapa d'Armènia; Zareh (Zariadris) com a sàtrapa de la Sofene (Dsopk) i un nebot de nom Mitridates va ser designat sàtrapa d'Armènia Menor.

## Sàtrapes
- 401-344 aC: Orontes I ;
- 344-331 aC: Orontes II ;
- 331-317 aC: Mitrenes (sàtrapa per compte de Macedònia) ;

## Reis
Les dates dels regnats són aproximades (aquí s'exposen les suggerides per Cyril Toumanoff.
- 317-260 aC: Orontes III ;
- 260-240 aC: Sames ;
- 240-228 aC: Arsames ;
- 228-212 aC: Xerxes ;
- 212-200 aC: Abdisar ;
- 200-190 aC: Orontes IV.